# フリーマン・ストリート駅
フリーマン・ストリート駅 (英: Freeman Street) はニューヨーク市地下鉄IRTホワイト・プレーンズ・ロード線の駅である。ブロンクス区クロトナ・パーク・イーストとロングウッドに跨がるフリーマン・ストリートとサザン・ブールバード、ルイ・ナイン・ブールバードの交差点に位置し、2系統が終日、5系統が深夜とラッシュ時を除く終日停車する。

## 駅構造
| P ホーム階 | 相対式ホーム、右側扉が開く | 相対式ホーム、右側扉が開く |
| P ホーム階 | 南行緩行線                 | ← フラットブッシュ・アベニュー-ブルックリン・カレッジ駅行き（シンプソン・ストリート駅） ← 平日：フラットブッシュ・アベニュー-ブルックリン・カレッジ駅行き（シンプソン・ストリート駅） ← 週末：ボウリング・グリーン駅行き（シンプソン・ストリート駅） |
| P ホーム階 | 混雑方向急行線             | ← ラッシュ時混雑方向：通過 → |
| P ホーム階 | 北行緩行線                 | → ウェイクフィールド-241丁目駅行き（174丁目駅）→ 夕ラッシュ時及び深夜帯を除く終日：イーストチェスター-ダイアー・アベニュー駅行き（174丁目駅）→ |
| P ホーム階 | 相対式ホーム、右側扉が開く | |
| G          | 地上階                     | 出入口 |

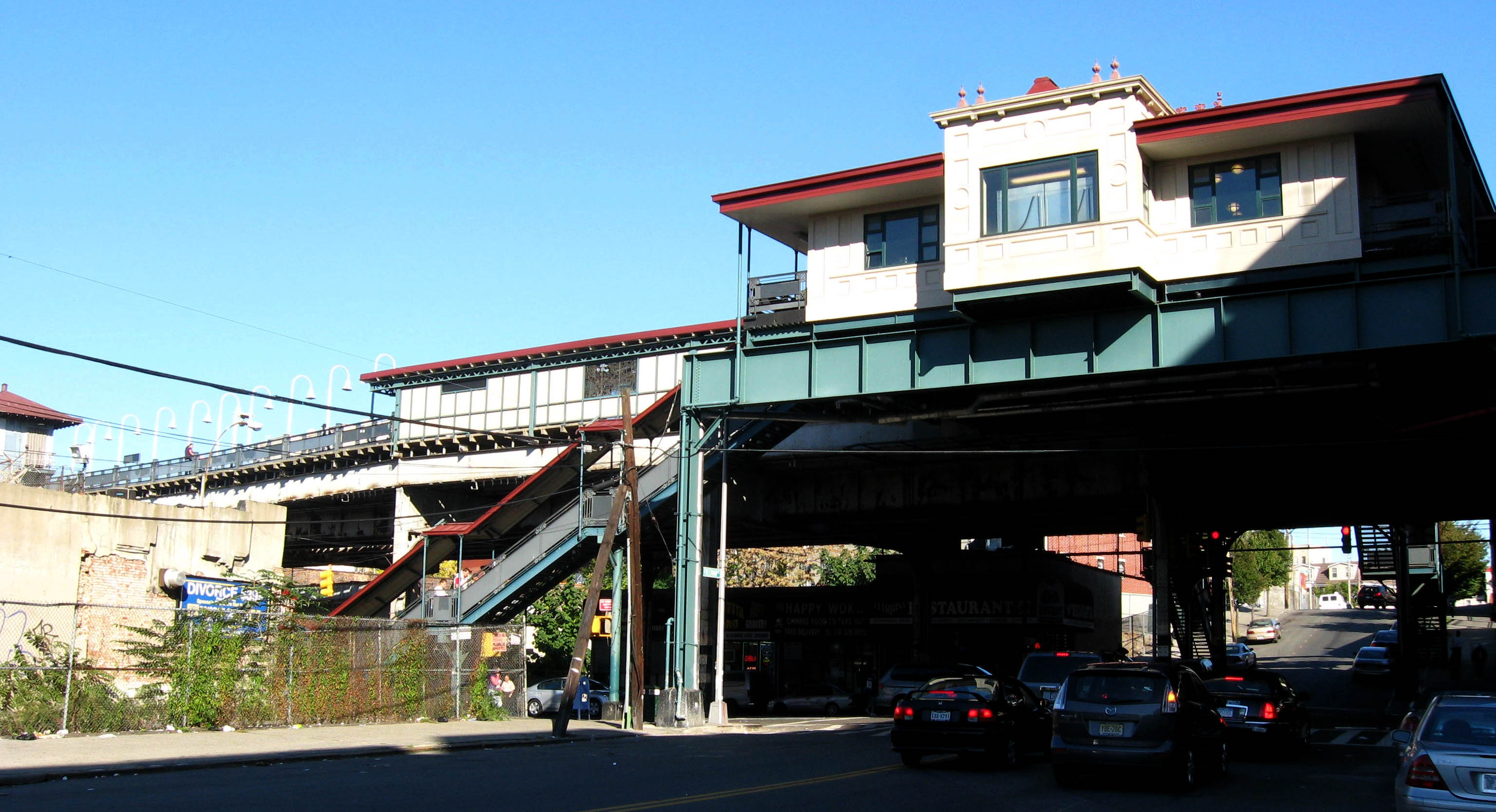
北側出入口

駅は1904年11月26日にIRTホワイト・プレーンズ・ロード線のジャクソン・アベニュー駅 - 180丁目-ブロンクス・パーク駅間の開業と共に開業した。なお、1955年5月12日まではIRT3番街線のターミナル駅としても機能していた。駅は相対式ホーム2面と緩行線2線・急行線1線を有した2面3線の高架駅で、中央の急行線はラッシュ時に急行運転を行う5系統が使用している。
駅は2004年に改装されている。

### 出口
改札はホーム階に位置し、南北ホームで分離している。北行ホームからはフリーマン・ストリートとサザン・ブールバード交差点東側、南行ホームからは同交差点西側に、いずれも同交差点の南北に階段が1つずつ接続しているため両ホームで合わせて4つの階段が設置されている。